# Narodowy Bank Polski
A Lengyel Nemzeti Bank Lengyelország központi bankja, a Központi Bankok Európai Rendszerének tagja.

## Szervezete
A bank élén az elnök áll, akit a szejm az államelnök javaslatára választ meg hat évre. 2007. január 10-étől 2010. április 10-éig, a szmolenszki légikatasztrófában bekövetkezett haláláig Sławomir Skrzypek töltötte be a tisztséget, utódja 2010. június 10-én Marek Belka lett.
A bank elnöke vezeti a Pénzpolitikai Tanácsot, melynek rajta kívül kilenc tagja van. Az államelnök, a szejm és a szenátus három-három tagot jelöl. A tanács hozza meg a központ bank pénzpolitikai döntéseit.
Az üzletvezetés az igazgatóság feladata. Ez hajtja végre a tanács pénzpolitikai határozatait.
A banknak többi fiókja is van, ezek helye Białystok, Wrocław, Bydgoszcz, Gdańsk, Katowice, Krakkó, Kielce, Lublin, Łódź, Olsztyn, Opole, Poznań, Rzeszów, Szczecin és Zielona Góra.

## Története
A központi bank története a Bank Polski alapításával kezdődik, amelyet már 1918-ban, a felosztott Lengyelország újjáalakulásának kezdetén terveztek. A bank alapító okiratát 1924. január 20-án fogadták el. A bankjegyek kibocsátására egyedül feljogosított pénzintézet élén öt tagú vezetőség állt, a bak elnöke Stanisław Karpiński volt. A bank a függetlenségének érdekében részvénytársasági formában alakult meg, amelynek alaptőkéjét 176 000 részvényes jegyezte az államnak kötelezően nyújtott kölcsön révén. A tőke 36%-a az iparból, 25% állami alkalmazottaktól, 14% bankoktól, 10% kereskedelmi vállalkozásoktól és 8% nagybirtokosoktól származott.
A bank 1924. április 28-án kezdte el működését egy pénzreformmal. Az addig használt, a hiperinfláció miatt elértéktelenedett lengyel márkát a Władysław Grabski által jegyzett gazdasági stabilizációs terv keretében a złoty váltottal fel. A gyakorlatban a bank nem volt független: a rossz gazdasági helyzet és az államadósság növekedése miatt a kormány rábírta a bankot, hogy több bankjegyet bocsásson ki, és az infláció éves növekedése elérte a 15%-ot.
A lengyelországi hadjárattal illetve Kelet-Lengyelország szovjet elfoglalásával a bank befejezte lengyelországi működését; 1952-ig azonban angliai emigrációban tovább létezett.
1945-ben a második világháború vége után alakult meg szovjet befolyásra az állami Narodowy Bank Polski, amely a pénzügyminisztérium alá tartozott. Kezdetben csak a bankok bankjaként működött, és nem tarthatott fenn közvetlen üzleti kapcsolatot a vállalkozásokkal, ezt az előírást azonban a bank (újjá)alapítása után egy évvel eltörölték. A központi bank 1952-ben felszámolta az angliai Bank Polskit, 1975-ben átvette a PKO BP bankot is és ezzel a Narodowy Bank Polski banki monopóliumra tett szert a Lengyel Népköztársaságban. Az 1980-as években elkezdődött a monopólium megszüntetése.
A rendszerváltozás és az 1990-es piacgazdasági reform után a bank szigorú monetáris politikájának köszönhetően az inflációs ráta folyamatosan csökkent.

## Fordítás
Ez a szócikk részben vagy egészben  a   Narodowy Bank Polski című német Wikipédia-szócikk ezen változatának fordításán alapul.  Az eredeti cikk szerkesztőit annak laptörténete sorolja fel. Ez a jelzés csupán a megfogalmazás eredetét és a szerzői jogokat jelzi, nem szolgál a cikkben szereplő információk forrásmegjelöléseként.